# Communauté de communes du Casacconi è Golu Suttanu
La communauté de communes du Casacconi è Golu Suttanu est une ancienne communauté de communes française, située dans le département de la Haute-Corse et la collectivité territoriale de Corse.

## Histoire
- 1er janvier 2015 : création de la communauté de communes par 7 communes issues de la communauté de communes de Marana-Golo et de celle de la Vallée du Golo[1]

- 1er janvier 2017 : scission entre la communauté de communes de la Castagniccia-Casinca (6 communes) et la communauté de communes Pasquale Paoli (1 commune).

## Administration
| Période      | Période       | Identité             | Étiquette | Qualité                                                               |
| ------------ | ------------- | -------------------- | --------- | --------------------------------------------------------------------- |
| janvier 2015 | décembre 2016 | Jean-Marie Vecchioni | DVG       | Maire de Campile (depuis 2003) Conseiller départemental (depuis 2011) |

## Composition
Elle regroupait 7 communes :
| Nom                   | Code Insee | Gentilé     | Superficie (km2) | Population (dernière pop. légale) | Densité (hab./km2) |
| --------------------- | ---------- | ----------- | ---------------- | --------------------------------- | ------------------ |
| Campile (siège)       | 2B054      | Campilais   | 9,79             | 190 (2014)                        | 19                 |
| Bisinchi              | 2B039      |             | 12,66            | 186 (2014)                        | 15                 |
| Crocicchia            | 2B102      |             | 4,32             | 63 (2014)                         | 15                 |
| Ortiporio             | 2B195      |             | 5,06             | 130 (2014)                        | 26                 |
| Penta-Acquatella      | 2B206      |             | 3,10             | 31 (2014)                         | 10                 |
| Prunelli-di-Casacconi | 2B250      | Prunellais  | 6,02             | 150 (2014)                        | 25                 |
| Volpajola             | 2B355      | Volpajolais | 13,03            | 450 (2014)                        | 35                 |

## Pour approfondir